# Бурковский сельсовет
Бурковский сельсовет (бел. Буркоўскі сельсавет; до 2005 года — Остроглядовский) — административная единица на территории Брагинского района Гомельской области Республики Беларусь. Административный центр — агрогородок Бурки.

## История
Создан 6 декабря 1926 года в составе Брагинского района Речицкого округа. С 9 июня 1927 года по 26 июля 1930 года в Гомельском округе. С 15 января 1938 года в Полесской области, с 8 января 1954 года — в Гомельской области.
Был упразднён 26 ноября 1959 года, войдя в состав Остроглядовского сельсовета. В 1987 году после аварии на Чернобыльской АЭС центр сельсовета перенесён с деревни Острогляды в Бурки.
20 января 2005 года посёлок Печи и деревня Щербины, входившие в состав Остроглядовского сельсовета, упразднены.
18 марта 2005 года сельсовет переименован в Бурковский.
В 2008 году на территории сельсовета были упразднены деревни Богуши, Вязок, Острогляды, Хатуча.
11 декабря 2009 года в состав сельсовета включена территория упразднённого Микуличского сельсовета, в том числе деревни Великий Лес, Кононовщина, Рыжков, Чирвоное Поле, агрогородок Микуличи, входившие в состав Микуличского сельсовета, деревни Красная Гора, Соболи.

## Состав
Бурковский сельсовет включает 12 населённых пунктов:
- Бакуны — деревня
- Бурки — агрогородок
- Великий Лес — деревня
- Дубровное — деревня
- Ковали — деревня
- Кононовщина — деревня
- Красная Гора — деревня
- Маритон — деревня
- Микуличи — агрогородок
- Рыжков — деревня
- Соболи — деревня
- Чирвоное Поле — деревня

Упразднённые населённые пункты:
- Богуши — деревня
- Вязок — деревня
- Острогляды — деревня
- Хатуча — деревня

## Население
Согласно переписи населения 2009 года на территории сельсовета проживало 646 человек, среди которых 97,1% — белорусы.